# تايلر مين
تايلر مين (بالإنجليزية: Tyler Mane)‏ واسمه الحقيقي داريل كالورات (ولد: 8 ديسمبر 1966)، ممثل كندي ومصارع محترف.

## أفلامه
مثل في عدة أفلام اشهرها فلمي هالووين نسخة روب زومبي سنتي 2007 و2009 هالووين وهالووين 2.

## وصلات خارجية
- تايلر مين على موقع IMDb (الإنجليزية)
- تايلر مين على موقع ألو سيني (الفرنسية)
- تايلر مين على موقع أول موفي (الإنجليزية)
- تايلر مين على موقع قاعدة بيانات الأفلام السويدية (السويدية)
- تايلر مين على موقع إن إن دي بي (الإنجليزية)
- تايلر مين على موقع قاعدة بيانات الفيلم (الإنجليزية)
- تايلر مين على موقع كينوبويسك (الروسية)
- تايلر مين على موقع WrestlingData.com (الإنجليزية)
- تايلر مين على موقع CageMatch worker (الإنجليزية)
- تايلر مين على موقع قاعدة بيانات المصارعة على الإنترنت (الإنجليزية)
- تايلر مين على موقع عالم المصارعة على الإنترنت (الإنجليزية)
- تايلر مين على موقع عالم المصارعة على الإنترنت (الإنجليزية)

صفحته على imdb